# لحلح
لَحْلَح (الاسم العلمي Apogon)، جنس أسماك بحرية من فصيلة اللحلحيات. أنواعه المعروفة 50 أعطانها بحار البلاد المعتدلة الحرارة. أجسامها إهليلجية الشكل تطول من 10 إلى 20 سم. أثوابها مختلفة الألوان. رؤوسها معتدلة الحجم، قصيرة الخطم. أشداقها واسعة منفرجة. عيونها معتدلة القد، مستديرة، ماسحة. زعانفها الظهرية أثنتان. زعانفها الذيلية فارقة.